# Canide
Canidele (Canidae) este o familie de mamifere carnivore semidigitigrade mici și de talie mijlocie, răspândite pe tot globul pământesc, din care fac parte câinele, lupul, vulpea, șacalul etc. Au un cap alungit și terminat într-un bot trunchiat, golaș și umed, cu trunchi alungit, comprimat lateral, și cu abdomen supt, cu o coadă adesea stufoasă, dar care nu ajunge, în general, la pământ, cu picioare înalte și subțiri terminate cu labe mici. Picioarele anterioare au patru sau cinci degete, iar cele posterioare au totdeauna patru degete cu gheare groase și tocite.

## Descrierea
Au o talie mică sau mijlocie. Greutatea variază de la 1 la 75 kg în funcție de specie. De obicei, masculii sunt mai mari decât femelele. Cei mai mici reprezentanți ai familiei sunt vulpile de deșert (Vulpes zerda), iar cei mai mari reprezentanți sunt lupii (Canis lupus).
Canidele au picioare înalte, lungi și subțiri terminate cu labe mici. Picioarele anterioare au de obicei cinci, mai rar patru, degete, iar cele posterioare au totdeauna patru degete cu gheare neretractile groase și tocite. 
Capul este alungit și terminat într-un bot trunchiat, lung și subțire, golaș și umed. Urechile sunt mari și drepte, de regulă, triunghiulare, potrivit de lungi, îndreptate în sus și înainte. Trunchiul este alungit, comprimat lateral, abdomen supt, iar coadă adesea stufoasă, dar care nu ajunge, în general, la pământ. Reprezentanții familiei au corpul puțin musculos. 
Majoritatea canidelor au o culoare uniformă sau spicată; numai șacalii dungați (Canis adustus) au dungi pe laturile corpului, iar câinii vânători africani (Lycaon pictus) sunt tărcați.
Formula dentară generală a canidelor este: 3•1•4•2/3•1•4•3 x 2 = 42 dinți; rareori există mai multi dinți (Otocyon) sau mai puțini (Cuon, Speothos). La câinii domestici, numărul dinților variază de la un individ la altul. Marele număr al dinților la canide este un caracter de primitivitate.  Ultimul premolar superior și primul molar inferior, sunt, în general, mult mai mari decât celelalte măsele și au cu creste specializate pentru tăiat și sfâșiat carnea și se numesc măsele carnasiere, ele joacă rolul cel mai important în tăierea cărnii. Faptul că premolarii și în special măselele carnasiere sunt de tip sfâșietor, iar molarii au coroana lată, potrivită pentru mestecarea hranei vegetale, arată că multe din speciile acestei familii au un regim alimentar mixt. Aceasta ne-o arată și tubul digestiv, care este de 2-7 ori mai lung decât corpul. 
Osul penian prezent și mare. Numărul mamelelor variază între 8 și 10. Bula timpanică este neîmpărțită în compartimente.

## Comportamentul
Canidele sunt aproape întotdeauna animale teritoriale. Unele trăiesc singuratice, altele în haite. Lupul cenușiu (Canis lupus),  lupul roșu (Canis rufus), câinele roșu indian (Cuon alpinus) și câinele sălbatic african (Lycaon pictus) umblă în haite alcătuite din grupe de familii, cu câte 30-60 de indivizi. Unele specii de canide vânează singure sau se grupează cu alte carnivore, dacă trebuie să răpună o pradă mai mare. Indivizii adunați în haite devin mai îndrăzneți, putând încercui și răpune mamifere de talia bizonului sau a cerbului.
Unele canide sunt nocturne, altele crepusculare și altele diurne. Canidele din zonele temperate sunt active atât noaptea, cât și ziua, iar cele din zonele tropicale sunt active numai noaptea. 
Dintre simțurile lor agere, cel mai dezvoltat este mirosul și după el auzul. Inteligența lor este remarcabilă, după cum se poate constata mai ales la câinele domestic. 
Canidele își fac culcușuri și se ascund prin peșteri, crăpături de stânci, scorburi, galerii sau găuri în pământ. Sunt active tot timpul anului, cu excepția câinelui enot (Nyctereutes procyonoides) din răsăritul Asiei și Japonia, care hibernează. 
Canidele sunt bune și rezistente alergătoare și înotătoare, iar prada o prind după ce au fugărit-o un timp îndelungat. Ele se deplasează prin mers la pas ori fug în trap neobosit și în galop, călcând numai pe degete sau parțial și pe talpă (adică sunt semidigitigrade). Cei mai buni alergători sunt coioții (Canis latrans), putând atinge o viteza de 65 km/oră. Vulpile cenușii sau vulpile de copaci (Urocyon) pot să se cațăre cu mare ușurință în arbori, obicei nemaiîntâlnit la alte canide, iar o femelă de câine al tufișurilor (Speothos venaticus) ținută în captivitate a dovedit excelente aptitudini de a se scufunde și înota bine pe sub apă

## Reproducerea
Canidele sunt mai prolifice decât felidele, născând de regulă 4-9 pui, în mod excepțional 19-23 la câinele domestic. În general, puii se nasc orbi și neputincioși și au nevoie de o îngrijire îndelungată. Mama îi învață și meșteșugul prinderii prăzii. În caz de pericol, mamele fug de obicei cu puii în dinți.

## Hrana
Hrana constă din carne și se hrănesc mai ales cu mamifere și păsări, vii sau mai ales în descompunere, apoi cu oase, cu reptile, batracieni, pești, scoici, raci, insecte, miere de albine. Unele canide însă se hrănesc și cu plante: fructe, muguri, mlădițe tinere, rădăcini, iarbă și mușchi, iar vulpile cenușii au anumite perioade din an în care sunt exclusiv vegetariene. Unele specii sunt foarte sângeroase. Sub aspect numeric, populațiile de canide ajung la aproximativ 1/10 din mărimea populațiilor care le servesc drept pradă; fluctuațiile în plus sau în minus sunt corelate cu numărul indivizilor din populațiile speciilor de vânat.

## Răspândirea
Canidele au apărut în eocen. În prezent sunt răspândite pe tot globul pământesc, cu excepția Noii Zeelande, Noii Guinee, a celor mai multe insule și arhipelaguri din Oceanul Pacific și Oceanul Indian (Sulawesi, Maluku, Filipine, Taiwan și Madagascar), din zona Caraibilor și alte câteva insule oceanice. Câinele dingo (Canis dingo) a fost introdus în Australia de către de omul preistoric, știut fiind că acest continent a adăpostit timp îndelungat numai marsupiale (dintre mamifere), iar placentarele (cu excepția liliecilor) au fost introduse de om.

## Importanța
Rolul canidelor în natură este deosebit de important. Unele sunt stricătoare, altele folositoare. În general canidele sunt animale folositoare, reducând mult numărul rozătoarelor și menținând în echilibru populațiile de iepuri, însă, uneori, atacă păsările și mamiferele domestice.
Unele specii sunt pe cale de dispariție sau au dispărut în timpurile istorice. Lupii au dispărut în ultimele 2-3 decenii din Anglia, Olanda, Belgia și Danemarca, iar câinii din Insula Falkland (Dusicyon australis) au fost exterminați de primii exploratori pentru că le furau mâncarea. Pentru a-și apăra oile oamenii au așezat în unele regiuni în calea câinilor sălbatici momeală otrăvită.
În prezent, lipsa canidelor este mai grav resimțită decât pagubele pe care le produceau păsărilor și mamiferelor domestice. Multe specii de mamifere ierbivore degenerează deoarece nu mai are loc selecția naturală: canidele eliminau încă de la reproducere indivizii slabi și bolnăvicioși; în plus, suprapopularea unor regiuni cu ierbivore copitate, care rod întreaga vegetație, duce în cele din urmă la deșertizare, urmată de o erodare a solului.

## Sistematica
Familia cuprinde 13 genuri și 36 specii existente. 
- Genul Atelocynus

Atelocynus microtis – Câinele cu urechi mici
- Genul Canis

Canis adustus – Șacalul dungat
Canis aureus – Șacalul auriu sau Șacalul asiatic sau Șacalul
Canis latrans – Coiotul sau Lupul preriilor
Canis lupus - Lupul cenușiu sau Lupul
Canis lupus familiaris – Câinele domestic sau Câinele
Canis lupus dingo – Câinele dingo sau Dingo
Canis mesomelas – Șacalul negru pe spate
Canis rufus – Lupul roșu
Canis simensis – Lupul abisinian, Lup etiopian
- Genul Cerdocyon

Cerdocyon thous – Vulpea de savană
- Genul Chrysocyon

Chrysocyon brachyurus – Lupul cu coamă
- Genul Cuon

Cuon alpinus – Câinele sălbatic indian sau Câinele roșu indian
- Genul Dusicyon

Dusicyon australis † - Vulpea din Insulele Falkland
- Genul Lycalopex

Lycalopex culpaeus - Vulpea andină
Lycalopex fulvipes - Vulpea lui Darwin
Lycalopex griseus – Vulpea sud-americană
Lycalopex gymnocercus - Vulpea de pampa, Vulpea de pampas
Lycalopex sechurae - Vulpea de deșert peruviană
Lycalopex vetulus - Vulpea braziliană
- Genul Lycaon

Lycaon pictus – Lupul african sau Câinele vânător african, Câinele sălbatic african
- Genul Nyctereutes

Nyctereutes procyonoides – Enotul, Câinele enot, Câinele jder,
- Genul Otocyon

Otocyon megalotis – Vulpea cu urechi mari
- Genul Speothos

Speothos venaticus – Câinele tufișurilor, Câinele de tufiș
- Genul Urocyon

Urocyon cinereoargenteus – Vulpea cenușie, Vulpea de copac,
Urocyon littoralis – Vulpea cenușie insulară
- Genul Vulpes

Vulpes bengalensis - Vulpea bengaleză
Vulpes cana - Vulpea afgană, Vulpea lui Blanford
Vulpes chama - Vulpea sud-africană
Vulpes corsac - Vulpea corsac
Vulpes ferrilata - Vulpea tibetană
Vulpes lagopus (Alopex lagopus) – Vulpea polară sau Vulpea albă
Vulpes macrotis – Vulpea pitică
Vulpes pallida - Vulpea palidă
Vulpes rueppellii - Vulpea lui Rüppell, Vulpea de nisip
Vulpes velox - Vulpea de prerie
Vulpes vulpes – Vulpea roșie sau Vulpea
Vulpes vulpes fulves – Vulpea roșie americană
Vulpes zerda (Fennecus zerda) -  Fenecul

## Specii și subspecii din România
În România trăiesc 4 specii cu 4 subspecii de canide: 
- Canis lupus

Canis lupus lupus  Linnaeus, 1758 = Lup, Lup cenușiu
- Canis aureus

Canis aureus moreoticus  Geoffroy, 1835 = Șacal,  Șacal auriu
- Vulpes vulpes

Vulpes vulpes crucigera  Bechstein, 1789 = Vulpe, Vulpe roșie
- Nyctereutes procyonoides

Nyctereutes procyonoides procyonoides  Gray, 1834 = Câine enot, Enot